# Управление (кибернетика)
Управление в кибернетике — это совокупность менеджмента и организации в сфере кибернетики. Понятие кибернетики и управления впервые было введено Стаффордом Биром в 1950-х годах.

## Обзор
Кибернетика была определена математиком Норбертом Винером в 1948 году как наука о связи и управлении как в живых организмах (биологических системах), так и в машинах (искусственных системах). Это означает, что кибернетика изучает поток информации вокруг системы и то, каким образом эта информация используется в системе в качестве средства контроля самой себя; нет разницы, делается ли это для живой либо неживой системы. Кибернетика является междисциплинарной наукой, поскольку в ней много от биологии до физики, от исследования головного мозга до изучения компьютеров, а также собственный крупный вклад по формальным языкам с целью предоставить инструменты, которыми можно объективно описать все системы.
Управление в кибернетике открыто и впервые разработано Стаффордом Биром в 1960-х годах. Он расширил теоретическую базу кибернетики на экономические и социальные системы. Его теория управления не ограничивается только назначением для промышленных и коммерческих предприятий. Она также относится к управлению всеми видами организаций и учреждений как коммерческих, так и некоммерческих:
- от отдельных предприятий до огромных многонациональных;
- в частном и общественном секторе;
- в ассоциациях и политических органах;
- и, наконец, в профессиональной и личной жизни.